# 안도라의 재외공관 목록

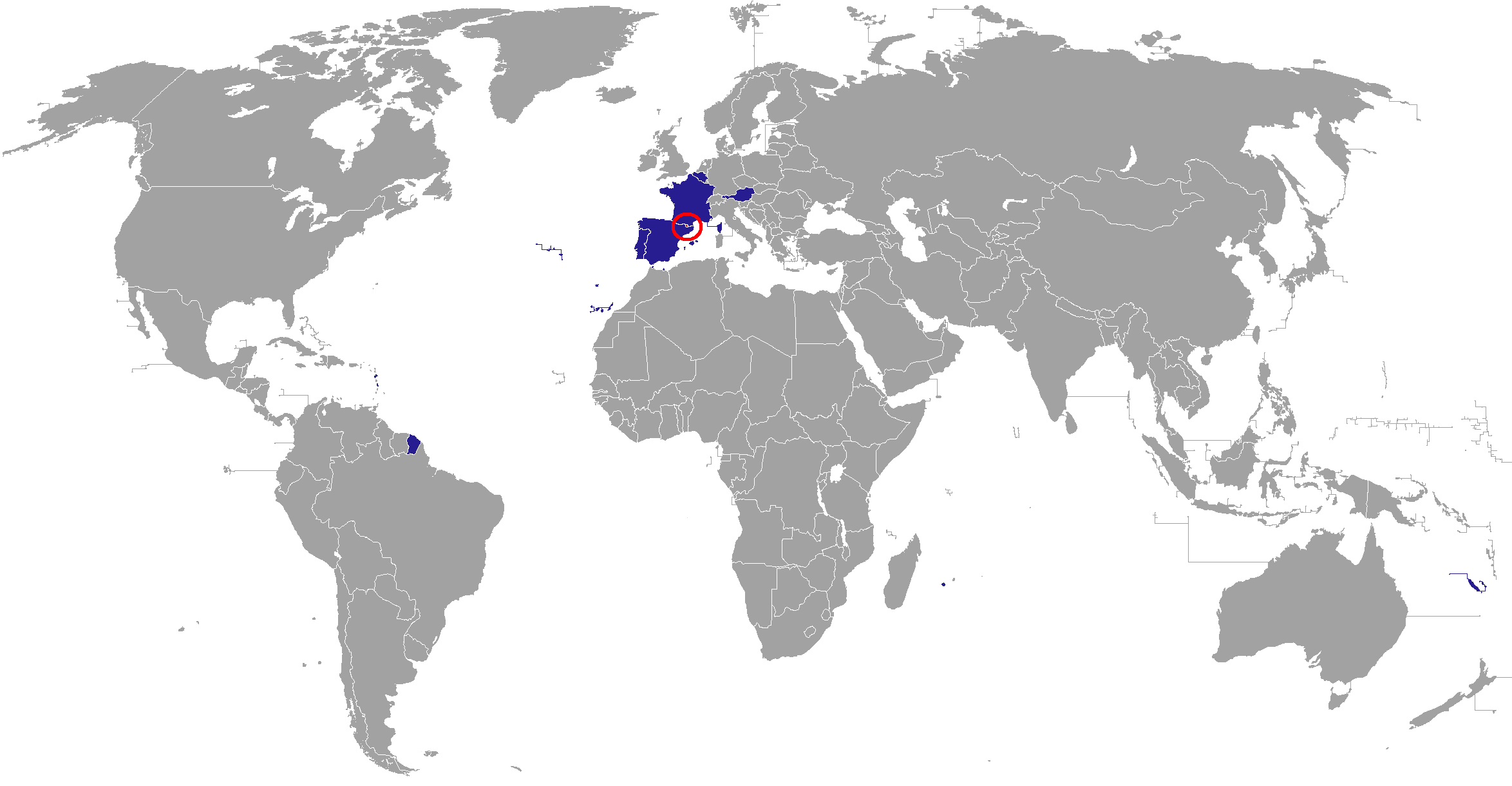
안도라 주재 재외공관들.

안도라의 재외공관 목록은 안도라 주재 대사관을 각국에 상주시켜 놓는 것을 의미하며, 안도라의 재외공관을 나열한 목록이다.

## 아메리카
- 미국 : 워싱턴 D.C. (대사관)

## 유럽
- 오스트리아 : 빈 (대사관)

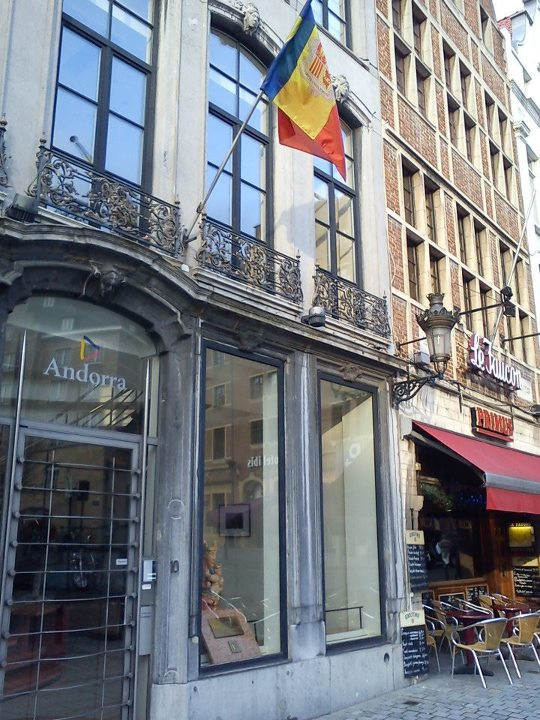
브뤼셀 주재 안도라 대사관

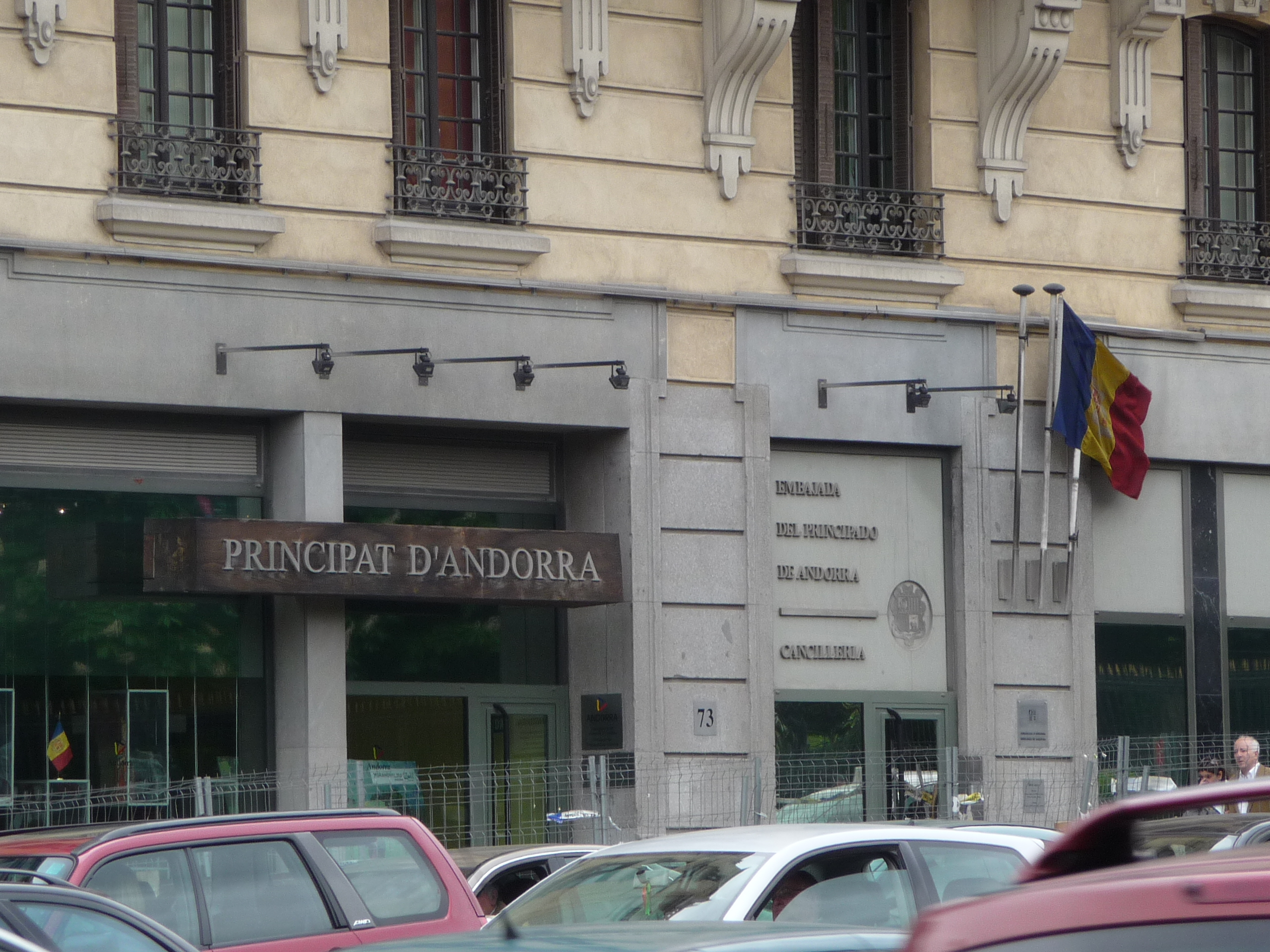
마드리드 주재 안도라 대사관

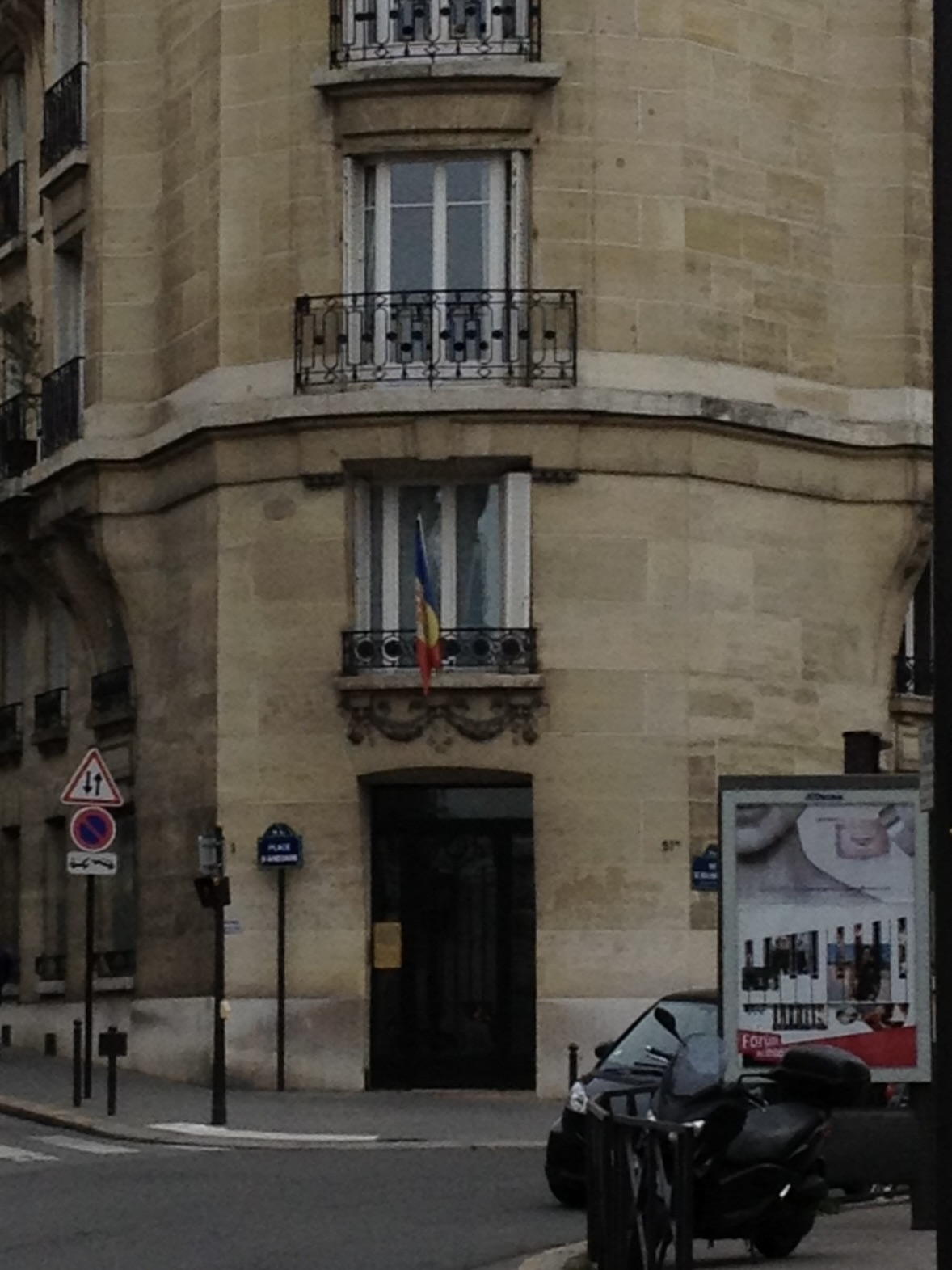
파리 주재 안도라 대사관

- 벨기에 : 브뤼셀 (대사관)
- 프랑스 : 파리 (대사관)
- 포르투갈 : 리스본 (대사관)
- 스페인 : 마드리드 (대사관)

## 국제 기구
- UN 안도라 정부 대표부 : 뉴욕, 제네바
- EU 안도라 정부 대표부 : 브뤼셀
- WTO 안도라 정부 대표부 : 제네바
- 유럽 평의회 안도라 정부 대표부 : 스트라스부르
- 유네스코 안도라 정부 대표부 : 파리
- 유럽 안보 협력 기구 안도라 정부 대표부 : 빈